# جبل لكست
جبل لكست هو جبل يقع في الطرف الغربي للأطلس الصغير في المغرب، ويبلغ ارتفاع قمته الرئيسية، افا نتمزكادوين، 2 359 متراً. وإلى الشمال، يفصله وادي سوس الواسع عن السلسلة العليا من جبال الأطلس الكبير.

## جغرافية

### موقع
يقع جبل لكست على بعد 10 كم شمال غرب مدينة تافراوت. ويقع بين إقليم اشتوكة شمالاً، وإقليم تيزنيت جنوباً.
الجانب الشمالي قريب من إداوكنظيف، بينما الجانب الجنوبي يقع بالقرب من واحة تافراوت، وهي بلدة صغيرة تقع على بعد حوالي 400 كم جنوب مراكش و 170 كم جنوب شرق أكادير.

#### القمة

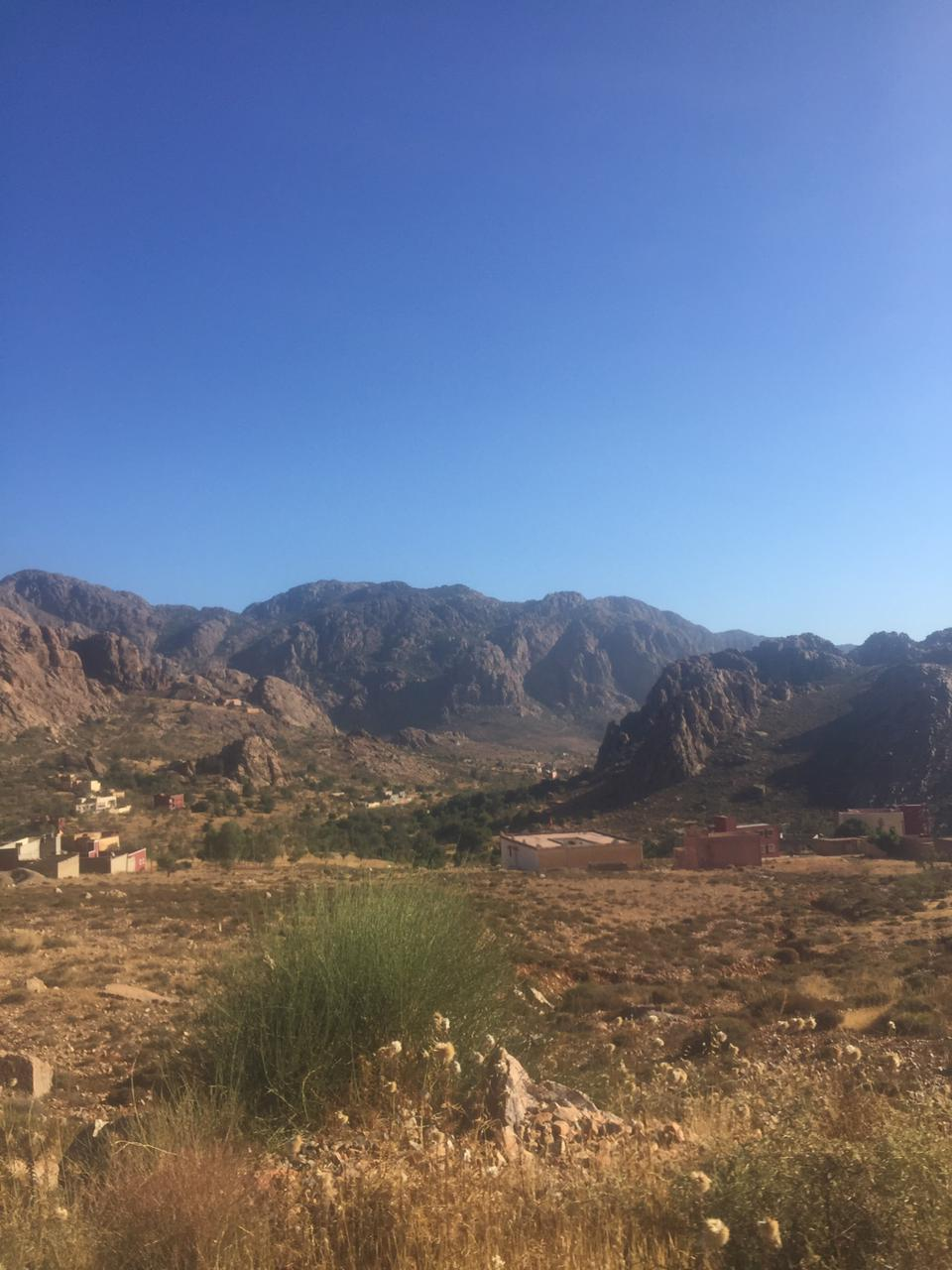
قمة افا نتمزكادوين

افا نتمزكادوين (2 359 متر) هي أعلى نقطة في السلسلة الجبلية التي يزيد ارتفاعها عن 2 000 متر فوق مستوى سطح البحر.

#### رأس الأسد

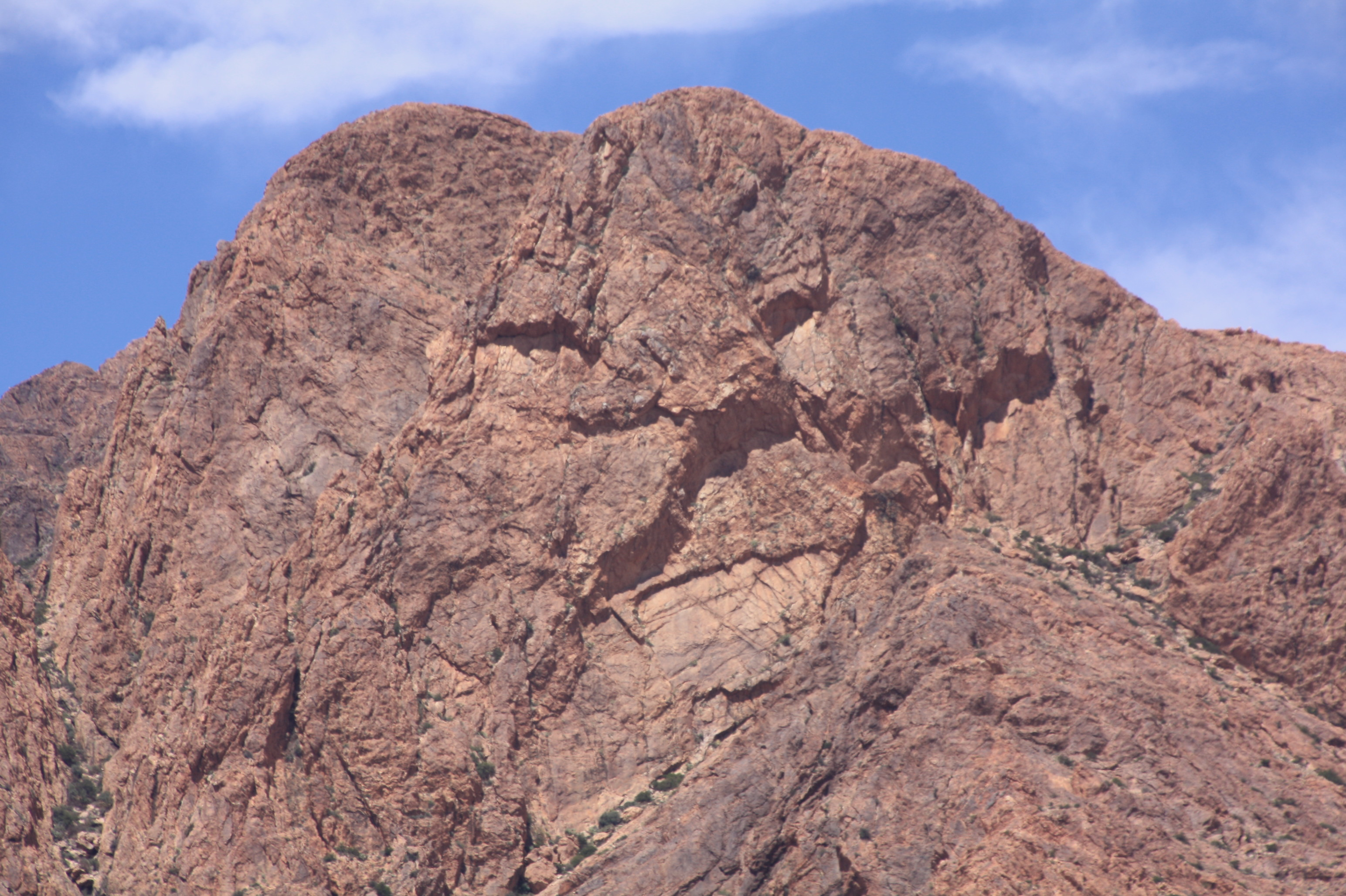
رأس الأسد يظهر من أملن.

تقع قمة رأس الأسد (أوديم أوغرزام) في الجزء الجنوبي من سلسلة جبار الكست، وتطل مباشرة على وادي أملن. ووجهها الجنوبي المطل على واحة تافراوت، تُسمى القمة بـ"رأس الاسد" للتشابه المثير برأس أسد ضخم، خاصة عند رؤيته في وقت متأخر من بعد الظهر.

### المناخ
تسقط كميات قليلة من الأمطار في جميع أنحاء المنطقة. وإذا تساقطت الثلوج في الشتاء، فإنها تذوب عادة في غضون دقائق أو ساعات تحت أشعة الشمس في النهار.

## أنشطة
يعد جبل لكست أحد مناطق التسلق المثيرة للاهتمام والمتطورة في جبال الأطلس الصغير.